# Gnupa et Gyrd
Gnupa et Gyrd sont des rois des Danois du Xe siècle selon le récit de Sven II de Danemark à Adam de Brême. Ils étaient les fils d'un chef suédois, Olof ou Olaf l'Impétieux, qui aurait conquis le Danemark où ils règnent conjointement.

## Éléments de biographie
Gnupa est mentionné dans les deux pierres commémoratives érigées dans le  Schleswig par son épouse Asfrid pour leur
fils Sigtrygg.
Un roi danois dénommé Chnuba est par ailleurs mentionné par  Widukind de Corvey dans son Histoire des Saxons (Rerum Gestarum Saxonicarum libri III) pour avoir été défait et forcé à adopter le christianisme en 934, dans l' Heimskringla la saga d'Olav Tryggvasson rapporte la défaite de  Gnupa par Gorm l'Ancien.  Cependant cette chronologie est en contradiction avec celle d'Adam de Brême, qui place la succession de Gnupa pendant l'épiscopat de  Hoger de Brême (909–915/7).
La Gesta Danorum de Saxo Grammaticus postérieure et influencée par les légendes évoque un noble nommé Enni-Ggnupus « homme très vertueux, d'une probité parfaite » qui fait fonction de régent pour le jeune roi Kanutus fils d'Ericus quelque temps avant le règne du roi Gorm l'Ancien ce qui suggère qu'il doit s'agir d'une évocation confuse du personnage de Gnupa.